# Kosovos nationalvåben
Kosovos nationalvåben blev antaget, da Kosovo erklærede sin selvstændighed 17. februar 2008. Våbnet forestiller et gyldent kort over Kosovo under seks stjerner på en mørkeblå baggrund.